# Carne Frita
Walfrido Rodrigues dos Santos, o Carne Frita (Propriá, 27 de outubro de 1929 — São Paulo, 29 de outubro de 2019), foi um jogador de sinuca brasileiro, considerado um dos melhores jogadores da história do esporte no Brasil.
Ganhou o apelido ainda na infância, de um palhaço que brincou com a sonoridade do nome Walfrido. Aos 20 anos, chegou ao Rio de Janeiro e nunca mais viu a família. Acabou adotando São Paulo como sua casa.

## Carreira
Numa época em que a sinuca não era um esporte presente na mídia, alcançou o status de Pelé do esporte. Numa briga, onde foi atingido por um soco inglês entre os olhos, fez com que sua visão ficasse muito prejudicada, fato que comprometeu a continuidade da carreira — ao menos essa é uma das versões, que contemplam também uma surra por se envolver com uma mulher de policial ou uma tacada no olho após zombar de um adversário.
Carne Frita jogou e se apresentou em grande parte do território brasileiro, atingindo o auge entre 1951 e 1974, época que era considerado imbatível, sendo desconhecida qualquer derrota sua nesse período.
| “ | Ele ficou nacionalmente conhecido entre as décadas de 1950 e 1970, período em que foi imbatível nas mesas de sinuca | ” |

## Repercussões
- No livro ganhador do prêmio Jabuti "Malagueta, Perus e Bacanaço", de 1963, João Antonio faz com que as suas personagens se encontrem com o Carne Frita, o professor de habilidades, em uma mesa de sinuca. No texto ele diz: "Mas Frita... quem entendia de sinuca era ele".[3]
- Astrogildo Silva, autor de "São Paulo Antigo", gravada por Benê Silva, o cita da seguinte forma: "cadê o samba do Braz, do Bexiga e as tacadas do bom Carne Frita, cadê o santo rei Pelé..."[1]
- Antonio J. Garini, em seu livro "Bom dia, vida. Bom dia amor, menciona no capítulo "Gênio": "Ser um pouco de Carne Frita no bilhar, um pouco de Pelé no futebol, um pouco de Saint Simon na sociologia..."[1]
- Carne Frita atuou no filme “O Jogo da Vida” (1976) de Maurice Capovilla, com Gianfrancesco Guarnieri, num papel autobiográfico de lendário jogador de sinuca.[6]